# Викторијин крст
Викторијин крст највише је војно одликовање Уједињеног Краљевства и неких чланица  Commonwealth  (заједница држава) које се додељује »за исказану храброст пред непријатељом «. Утемељила га је британска краљица Викторија током Кримског рата 29. јануар 1856. на притисак јавности и медија, а према дизајну супруга Алберта. Према одредбама додељује се заслужним припадницима поморских, копнених и ваздушних снага, трговачке морнарице и цивилима који служе у овим службама Уједињеног Краљевства, његових колонија и територија те земаља без обзира на Commonwealth њихово порекло и друштвени положај.
За разлику од других високих одличја, Викторијин је крст једноставан и израђен од бронзе двају руских односно кинеских топова заробљених у опсади Севастопоља током Кримског рата. Само су тројица одликована овим одличјем двапут: војни лекари Ноел Чавас и Артур Мартин-Леаке те Новозеланђанин, пешак Чарлс Апхам. Једини Хрват одликован Викторијиним крстом био је аустралијски Хрват Том Старчевић 1947. Од 1856. до 2007. додељено је 1358 Викторијиних крстова, а последњи је додељен 2015.